# Por fin
Por fin – singel Pabla Alborána, wydany 16 września 2014, pochodzący z albumu Terral. Utwór został napisany i skomponowany przez samego wokalistę, a za produkcję odpowiadał Eric Rosse.
Singel był notowany na 1. miejscu na oficjalnej liście sprzedaży w Hiszpanii i został wyróżniony platynowym certyfikatem w tym kraju za przekroczenie progu 40 tysięcy sprzedanych kopii. Utwór zdobył nominację do międzynarodowych nagród Latin Grammy Awards 2015.

## Lista utworów
- Digital download[1]

1. „Por fin” – 4:01

## Notowania

### Pozycje na listach sprzedaży
| Kraj              | Notowanie (2014/2015) | Najwyższa pozycja | Certyfikat | Sprzedaż |
| ----------------- | --------------------- | ----------------- | ---------- | -------- |
| Hiszpania         | PROMUSICAE            | 1                 | platyna    | 40 000+  |
| Stany Zjednoczone | Latin Digital Songs   | 25                |            |          |

## Nominacja
| Rok  | Nagroda             | Kategoria     | Rezultat  |
| ---- | ------------------- | ------------- | --------- |
| 2015 | Latin Grammy Awards | Piosenka roku | Nominacja |